# Басаєв Шаміль Салманович
Шамі́ль Баса́єв, також відомий як Абдалла́х Шамі́ль Абу́-Ідрі́с (чеч. Basi Salmani voj Şamil; нар. 14 січня 1965, Дишне-Ведено, Чечено-Інгушська АРСР — 10 липня 2006, Екажево, Інгушетія) — чеченський військовик,  керівник чеченського руху за незалежність від Росії та учасник абхазького руху за незалежність від Грузії, один з лідерів Республіки Ічкерія. Мав звання бригадного генерала Республіки Ічкерія, згодом, посмертно, — генералісимуса. Був командиром чеченського загону у війні ЗС Грузії проти Республіки Абхазія, брав участь у Першій російсько-чеченській війні, у нападі на Дагестан (1999), у Другій російсько-чеченській війні, організовував диверсії та теракти як на території Ічкерії, так і в РФ з метою змусити Росію надати незалежність Чеченській Республіці Ічкерія.
Починаючи з 2003 року, використовував бойовий псевдонім і титул «Емір Абдуллах Шаміль Абу-Ідріс».

## Біографія

### Мирне життя
Народився 14 січня 1965 року в селі Дишне-Ведено Веденського району Чечено-Інгушської АРСР. Належав до впливового у республіці тейпу Белгатой. Існують дані, що один з предків Ш. Басаєва був наїбом імама Шаміля. З 1970-го мешкав у станиці Єрмоловська. В 1982 р. закінчив середню школу, з 1983-го працював на підсобних роботах. Тричі намагався вступити на юридичний факультет МДУ.
У 1983 — 1985 роках проходив строкову службу в Збройних силах СРСР, в пожежній команді аеродромного забезпечення. З 1986-го жив у Москві. В 1987-му вступив до Московського інституту інженерів землеустрою, та за рік був відрахований з другого курсу. Під час проживання у Москві працював касиром в тролейбусному парку, сторожем у пельменній. Займався спортом, отримав 1-й розряд з футболу. До 1991 р. працював у Москві, в одному з чеченських кооперативів.
З інтерв'ю Ш. Басаєва газеті «Московские новости», N 25, 23-30 червня 1996:
|  | Я тричі вступав на юрфак МДУ, не проходив за конкурсом. Мені земляки казали: потрібно дати п’ять тисяч. Я кажу: не можу. Якщо зараз дам хабара, яким я тоді слідчим буду? [...] Пішов працювати касиром в 4-й тролейбусний парк.[...] Потім сторожем працював в пельменній на Курському вокзалі [...] Мені в Москві жилося непогано. В 1989-му я фактично був мільйонером. Комп’ютери продавав [...]. |

За іншими даними — з 1989 по 1991 р. навчався в Стамбулі в Ісламському Інституті.
У серпні 1991 р., згідно зі словами самого Басаєва, він брав участь в обороні «Білого дому»:
|  | Я знав, що, якщо переможе ГКЧП, на незалежності Чечні можна буде поставити хреста… |

(«Московская правда», 27 січня 1996 р.).

### Початок військової діяльності
На початку 1991 р. повернувся додому і вступив до збройних формувань Конфедерації народів Кавказу (КНК). З 1991 р. самостійно вивчав теорію військового ремесла «за російськими підручниками». В інтерв'ю «Независимой газете» (12 березня 1996 р.) розповів про це так:
|  | Навчатись я став тому, що мав мету. Нас було чоловік тридцять хлопців, ми розуміли, що просто так Росія Чечню не відпустить, що свобода — річ коштовна і за неї потрібно платити кров’ю. Тому посилено готувались. |

Загін Басаєва «Ведено» був створений в червні-липні 1991 р. для охорони приміщень, в яких відбувалися з'їзди КНК і Загальнонаціонального конгресу народу Ічкерії. До загону входили жителі сіл Беной, Ведено, Дишне-Ведено, Бамут та інших гірських поселень.
Басаєв був активним участником революції серпня-листопада 1991 р. — 5 жовтня 1991 р. брав участь у звільненні приміщення КДБ ЧІ АРСР у складі спецпідрозділу Руслана Шамаєва, від радянських окупантів.
У жовтні 1991 р. під час президентських виборів в Ічкерії, Басаєв був опонентом Джохара Дудаєва.
9 листопада 1991 року, на знак протесту проти спроби введення надзвичайного стану у республіці, разом з Сайд-Алі Сатуєвим і Лом-Алі Чачаєвим, Басаєв захоплює пасажирський літак Ту-154 в аеропорту Мінеральних Вод. Басаєв змусив льотчиків вилетіти до Туреччини, де й здався разом з іншими. Після переговорів вони домоглися переправки до Чечні в обмін на звільнення заручників.
1992 року Басаєв став командиром роти батальйону спеціального призначення Національної гвардії Джохара Дудаєва.

### Конфлікти в Нагірному Карабасі і Абхазії
Наприкінці 1991 — початку 1992 рр. Басаєв воював в Нагірному Карабасі на боці Азербайджану. У той же період за деякими даними проходив підготовку на базах моджахедів у Пакистані.
У 1992 р. Ш. Басаєв був призначений командуючим військовими формуваннями Конфедерації народів Кавказу.
З серпня 1992 р. брав активну участь у військових діях в Абхазії. Командував гагринським фронтом (разом з Хамзатом Ханкаровим), був заступником міністра оборони Абхазії.
 Відповідь Ш. Басаєва на запитання кореспондента, чи воював він у Абхазії за віру («Московские новости», N 25, 23-30 червня 1996):

|  | Яка віра? Абхазці майже поголовно — язичники. Я воював за свободу абхазького народу. Десь у січні 1993-го стало зрозуміло, що ця війна вигідна для Росії. Всі добровольці, хто там воював, зібрались і радились: будемо воювати — це буде на користь Росії, підемо — те саме. Та ми прийшли, щоб абхазців не душили. Значить, доведемо справу до кінця, а там Бог розсудить[2]. | 

### Басаєв та ГРУ
За деякими твердженнями, під час грузино-абхазького конфлікту чеченські добровольці проходили підготовку за участю російських військових радників. Колишній офіцер спецпідрозділу «В» Федеральної служби контррозвідки Костянтин Нікітін стверджує, що Басаєв навчався диверсійній справі офіцерами ГРУ на базі 345-го повітряно-десантного полку (за заявами тодішнього парламенту Грузії — на Майкопській базі ГРУ). Колишній начальник Центру громадських зв'язків ФСБ Олександр Михайлов заявляв, що «великий внесок у формування Басаєва як військового фахівця і професійного диверсанта внесли російські військові специ і радники, які працювали на абхазькій стороні». Голова Народних зборів Чечні Дук-Ваха Абдурахманов стверджував, що Басаєв був кадровим офіцером ГРУ; подібні заяви робилися також Русланом Аушевим і Олександром Лебедем. Генерал-майор КДБ СРСР у відставці Ю. І. Дроздов відзначав, що Басаєв був одним з керівників підрозділу спеціального призначення, причетного до військових.
В інтерв'ю «Независимой газете» 12 березня 1996 року Басаєв спростував інформацію, що проходив підготовку на базі російського 345-го повітряно-десантного полку: «Там жоден чеченець не вчився, тому що їх не брали». Представники чеченських повстанців завжди відкидали твердження про співпрацю Басаєва зі спецслужбами Росії, називаючи їх навмисної спробою дискредитувати Басаєва в очах його прихильників.

### Афганістан
З квітня до липня 1994 р., Басаєв знаходився в Афганістані, в провінції Хост, де разом з однією зі своїх груп проходив підготовку. Сам Басаєв в одному з інтерв'ю стверджує, що спроба підготовки його бійців в Афганістані закінчилась невдачею завдяки втручанню пакистанських спецслужб.

### Повернення до Ічкерії та військові дії проти проросійської опозиції
Влітку 1994 р. Басаєв вступив у бойові дії проти проросійської опозиції. В червні в Грозному «абхазький батальйон» успішно воював з угрупованням Руслана Лабазанова. У вересні 1994 р. угруповання Лабазанова було остаточно розгромлене в Аргуні. Бійці Басаєва брали участь у нападах на резиденції Руслана Хасбулатова в Толстой-Юрті і Біслана Гантамірова в Урус-Мартані. Басаєв вважався одним з найближчих соратників чеченського президента Джохара Дудаєва. Особовий склад «абхазького батальйону» здійснював охорону Дудаєва.

### Перша чеченська війна

Басаєв під час захоплення лікарні в Будьоновську, 19 червня 1995 р.

26 листопада 1994 р. загін Ш. Басаєва відіграв основну роль у розгромі танкових підрозділів РФ і загонів проросійської опозиції під час невдалого штурму Грозного.
З листопада 1994 до березня 1995 Шаміль був одним з керівників оборони Грозного. Незважаючи на відступ основних сил Ічкерії наприкінці січня, загін Басаєва тримав оборону в південному передмісті Грозного Чєрнорєчьє до початку березня. 13 лютого 1995 р. брав участь у переговорах з представниками командування РФ в станиці Слєпцовська (Інгушетія).
3 червня 1995 р. внаслідок ракетно-бомбового удару був знищений будинок дядька Басаєва Хасмагомеда Басаєва. Тоді загинуло 12 родичів Басаєва, включно з сестрою Зінаїдою та семеро дітей.
14 червня 1995 р. Шаміль на чолі загону чисельністю близько 200 бійців захопив лікарню із заручниками в Будьоновську Ставропольського краю з метою змусити владу РФ припинити бойові дії в Чечні та розпочати переговори.
Після телефонних переговорів з главою уряду РФ Черномирдіним, загін Ічкерії, на чолі з Басаєвим покинув Будьоновськ. В колоні з семи автобусів знаходилось більше 70 бійців і близько 130 заручників з числа добровольців. В одному з автобусів перебували 16 представників ЗМІ РФ і 9 депутатів Держдуми.
За 30 км від Моздоку колона була заблокована бронетехнікою, за наказом замміністра МВС РФ Анатолія Куликова: керівництво Північної Осетії відмовилось пропустити колону через свою територію, тому до Ічкерії колона прибула через Дагестан. В Хасав'юрті місцеві жителі і біженці-співвітчизники організували бійцям Басаєва урочисту зустріч. У Зандаку на кордоні Ічкерії Басаєв відпустив заручників.
 В одному зі своїх інтерв'ю Ш. Басаєв про захоплення лікарні у м. Будьоновськ розповідав:

|  | [...] Моя поїздка до Будьоновська коштувала десь 25 тис. доларів. Правда більша частина пішла на купівлю "КамАЗів" і автомобіля "Жигулі" — 15 тис. доларів. Дорогою роздали тисяч 8-10. Коли ми захопили лікарню, то вся влада була розгубленою. По телевізору передають, що йдуть переговори, гроші пропонують, а насправді нічого цього не було. Вони два дні перебували у стані розгубленості, навіть боялися кого-небуть прислати. Лише за добу опам’ятались — перший раз до нас чеченець з міста прийшов. Спочатку я здивувався, коли Черномирдін мені зателефонував. Взагалі дивно було чути такий нормальний голос. По телевізору він складає враження надто черствої людини. А тут нормальна, ділова розмова. Одразу мені в голову прийшло: виявляється у російському керівництві є ще нормальні люди, які можуть все правильно зрозуміти і оцінити обстановку. А потім я подумав: всі вони одна компанія. Я не вважаю, що Черномирдін намагався нас обдурити. Та вже по тому, що він мене просив не піддаватися на провокації, не відповідати на них вогнем, я зрозумів, що він не керував ситуацією. Прем’єр-міністр, а влади у нього було не дуже багато. Про операцію Дудаєв не знав. На той момент у мене не було з ним зв’язку другий місяць. Та навіть якби й був, то я не став би його втаємничувати в такі тонкощі. Це моє правило. Після операції весь особовий склад президент представив до звання "Герой Чечні", а трьох моїх заступників — до орденів "Честь нації". Мене, правда, не нагородив. Мені оголосив догану. За те, що не виконав наміченого. Адже Будьоновськ — це був провал операції, вимушений захід. Ми в інше місце йшли [...] [...] Кажуть, що Будьоновськ — це терор. А те, що російська авіація бомбардує наші села щодня, — це не терор? Адже там лише мирні люди гинуть! Серед білого дня. А мені ближе мій народ, аніж весь інший світ! Мало що про нас росіяни думають. А Що ми про них думаємо? Якому терору вони піддали наш народ? Ми що — першими почали? Це реакція у відповідь. Ми змушені вдаватись до крайніх заходів, щоб просто вижити [...][12] | 
Після Будьоновська Басаєв перебував у одному з гірських поселень Ічкерії. Угруповання Басаєва було найавторитетнішим серед ЗС ЧРІ, сам Басаєв вважався національним героєм Ічкерії. Серед озброєння його угруповання були БМП, установки залпового вогню «Град», ПЗРК «Стріла» і «Стінгер».
21 липня 1995 р. наказом Джохара Дудаєва Басаєву було присвоєне звання бригадного генерала ЗС ЧРІ. У квітні 1996 р. після загибелі Дудаєва Шаміль став одним із керівників Державного комітету оборони і головнокомандуючим ЗС ЧРІ. Тоді він закликав до відокремлення всіх мусульманських республік Північного Кавказу від РФ і об'єднання їх в єдину державу.
Влітку 1996 р. обійняв пост командуючого Центральним фронтом. Був одним із організаторів та керівників операції «Джихад» (6 серпня 1996 р.), коли чеченські бійці звільнили Грозний і блокували угруповання військ РФ в Аргуні і Гудермесі. Після трьох тижнів тяжких боїв уряд РФ пішов на переговори і невдовзі розпочав вивід військ із Ічкерії.

### Період між війнами
З вересня 1996 р. Басаєв очолює митний комітет Республіки Ічкерія (РІ) у коаліційному уряді Зелімхана Яндарбієва. У вересні 1996 р. відмовляється від посади віце-прем'єра РІ.
У грудні 1996 р., згідно з законом про вибори, Басаєв складає з себе повноваження Головнокомандуючого ЗС РІ, щоб мати право висувати свою кандидатуру на пост президента Ічкерії. 27 січня 1997 р. на виборах президента Республіки Ічкерія Басаєв посів друге місце, набравши 23,7 % голосів (інші кандидати: Масхадов — 59,7 %, Яндарбієв — 10,2 %).
Влітку 1997-го в Грозному відбувся Конгрес народів Чечні і Дагестану. Співголовуючі конгресу Мовладі Удугов і Магомед Тагаєв оголосили територію двох республік халіфатом, а Шаміля Басаєва — його імамом. З різкою критикою ідей ваххабізму виступив тодішній муфтій Ічкерії Ахмат Кадиров. В лютому 1997 р. на установчому з'їзді Партії свободи Республіки Ічкерія Ш. Басаєв був вибраний її почесним головою.
12 січня 1998 р. Ш. Басаєв був призначений виконуючим обов'язки голови уряду РІ.
17 липня 1998 р. призначений заступником Головнокомандуючого ЗС РІ. У 1998 р. Басаєв очолив федерацію футболу Чечні і сам грав за футбольний клуб «Терек» (Грозний).
В 1999 р. разом з йорданцем Хаттабом і низкою опозиційних до уряду РІ польових командирів сформував Вищий військовий Маджлісуль Шура та був обраний його еміром (аміром).
У серпні і вересні 1999 р. разом з Хаттабом очолив Ісламську миротворчу бригаду та об'єднані загони польових командирів під час рейдів на територію Дагестану.

### Друга чеченська війна
Наприкінці 1999 — на початку 2000 р. разом з Асланом Масхадовим очолював оборону Грозного. У лютому 2000-го Басаєв отримав тяжке поранення, підірвавшись на міні під час відступу з оточеного Грозного. У ЗМІ РФ неодноразово з'являлися повідомлення про його смерть. Басаєв вижив, йому ампутували ногу.
Влітку 2002-го Басаєв очолив Державний комітет оборони — Маджлісуль Шура РІ. На початку осені 2002 р сформував загін шахідів Ріядус-Саліхійн (Сади праведних). Ця група, за свідченням самого Басаєва, брала участь у захопленні заручників в московському Театральному центрі на Дубровці.
27 грудня 2002 р. шахід, що керував замінованою вантажівкою, підірвав будинок промосковського уряду Чечні у Грозному. 25 лютого 2003 р. Басаєв взяв на себе відповідальність за організацію цієї диверсії.
9 травня 2004 р. внаслідок вибуху на стадіоні в Грозному загинув промосковський президент Чечні Ахмат Кадиров. 17 травня 2004 р. Басаєв заявив, що він є замовником його ліквідації.
22 червня 2004 р. загони бійців, очолювані Басаєвим, здійснили широкомасштабний рейд у місто Назрань на території Інгушетії, в результаті якого було вбито 97 військовослужбовців РФ і співробітників МВС, захоплено велику кількість зброї та боєприпасів.
1 вересня 2004 р. озброєною групою відбулося захоплення школи № 1 в Беслані (Північна Осетія). 3 вересня 2004 р. відбувся штурм школи спецпризначенцями РФ, унаслідок якого загинуло більше 350 людей, більшість з яких — діти. Басаєв визнав свою причетність до цієї події.
 В інтерв'ю канадській газеті «The Globe and Mail» Ш. Басаєв так прокоментував бесланські події:|  | Я усвідомлюю міру своєї відповідальності, та винним себе у такій розв’язці не вважаю. Я відповідальний за те, що змусив Путіна показати всьому світові своє справжнє обличчя [...] [...] Росіяни п’ять років тримають у заручниках весь чеченський народ і нічого! А варто нам було лише на три дні взяти у заручники всього тисячу людей, щоб зупинити геноцид чеченського народу і "весь світ шокований" [...] | 
23 серпня 2005 р. указом Президента РІ Абдул-Халіма Садулаєва призначений віце-прем'єром РІ. Також призначений головою військового комітету Маджлісуль Шура.
13 жовтня 2005 р. бойовики Басаєва здійснили рейд на місто Нальчик у Кабардино-Балкарії, внаслідок якого, за офіційними даними, було вбито 12 мирних жителів і 35 співробітників силових структур. Всього на місто напали понад 100 бойовиків. З них приблизно 70 були вбиті, 27 — заарештовані. Пізніше був поширений відеозапис наради командирів бойовиків, що пройшов напередодні атаки на Нальчик.
27 червня 2006 р. указом Президента РІ Докки Умарова призначений віце-президентом РІ.

## Вбивство
Шаміль Басаєв загинув 10 липня 2006 р. внаслідок вибуху супроводжуваної ним вантажівки зі зброєю та боєприпасами в районі села Екажево в Інгушетії. Разом з ним загинуло ще троє бійців.
За кілька годин після того, як інгуська міліція виявила і оглянула місце вибуху, директор ФСБ РФ Микола Патрушев заявив, що Басаєв був знищений в результаті секретної спецоперації. Проте, джерела ЧРІ заявили, що вибух відбувся внаслідок самодетонації тротилу, після того, як колесо вантажівки потрапило до вибоїни.

## Творчість
- Басаєв є автором короткого твору «Книга муджахіда»

## Пам'ять
У 2023 році у видавництві «Залізний тато» вийшла книжка «Шаміль Басаєв. Перемога або рай» (ISBN: 978-617-8214-18-0).